# Fort Tryon Park

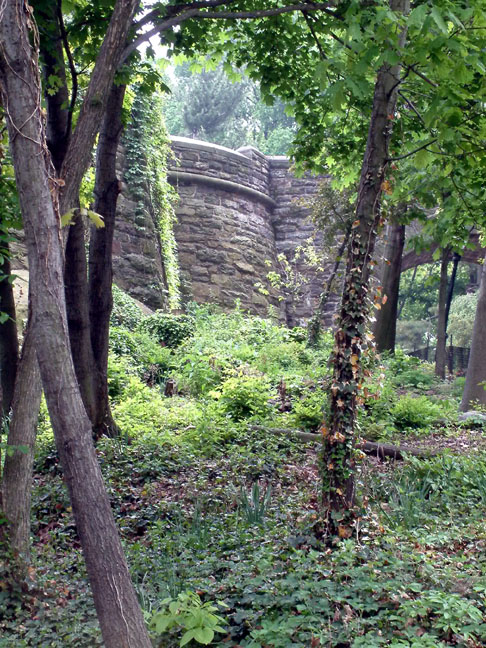
Muro de piedra en el Fort Tryon Park

Fort Tryon Park es un parque público de la ciudad de Nueva York, situado en el barrio de Washington Heights, al norte de Manhattan. Su superficie es de 270.000 m².
Tiene vista sobre el río Hudson, el puente George Washington, las paisadas de New Jersey y el río Harlem. Alberga el museo The Cloisters, -un museo que forma parte del Museo Metropolitano de Arte. especializado en la cultura y el arte medieval, que particularmente presenta auténticos claustros europeos, transportados y reconstruidos piedra por piedra.

## Historia
El parque se encuentra en el Fort Tryon, donde se desarrolló una de las batallas de la Guerra de independencia. El 16 de noviembre del 1776, 600 estadounidenses intentaron oponerse a 4.000 mercenarios germánicos a sueldo de Gran Bretaña. Margaret Curven, herida durante el enfrentamiento, fue la primera mujer a llevar armas durante este conflicto. Los británicos se llevaron la victoria, y el fuerte fue rebautizado en honor de William Tryon, último gobernador británico de la colonia de Nueva York.
El parque perteneció a varios magnates, como Samuel Watkins, fundador de Watkins Glen, Daniel Butterfield, Boss Tweed y C. K. G. Billings. John Davison Rockefeller Junior compró la finca a Billings el 1917. Encargó a Frederick Law Olmsted, Jr, el hijo del diseñador de Central Park, diseñar un parque con el objetivo de ofrecerlo a la municipalidad de Nueva York. 
Los trabajos se desarrollaron durante la Gran depresión y ofrecieron numerosos empleos. El proyecto incluía sobre todo la construcción de la estación de metro de la calle 190 a la IND Eighth Avenue Line. El parque se terminó en 1935. Se encuentran numerosas plantaciones, sobre todo un jardín de brezos.
En los años 1970, se convirtió en un refugio para los sin techo, las prostitutas y los revenedors de droga. En 1995, bajo el impulso de Bette Midler, la asociación Nueva York Restoration Project ha tomado el control y lo ha renovado completamente.

## The Cloisters
El parque alberga el museo The Cloisters, un museo que forma parte del Museo Metropolitano de Arte. Este está especializado en la cultura y el arte medieval, que particularmente presenta auténticos claustros europeos, transportados y reconstruidos piedra por piedra.